# 岳存
岳存（1194年—1262年），字彦诚，元朝大名府冠氏县（今山东冠县）人。
岳存开始依附东平严实，为帅府都总领。金兵来攻，率死士突出西门，击退金军，保据冠氏。1229年，跟随严实在彰德西击败金将武仙，行冠氏主簿。次年，在开州大败金将张开。又攻打河南以及南宋的淮、汉流域。1241年，升为冠氏县县丞。1250年，移治楚丘。1255年，告老退休田里。1262年（中統三年），病故，时年六十九岁。其子岳天禎。